# Forum international de Luxembourg sur la prévention d'une catastrophe nucléaire
 (juillet 2017).
Si vous disposez d'ouvrages ou d'articles de référence ou si vous connaissez des sites web de qualité traitant du thème abordé ici, merci de compléter l'article en donnant les références utiles à sa vérifiabilité et en les liant à la section « Notes et références ».
Le Forum international de Luxembourg sur la prévention d'une catastrophe nucléaire (Forum de Luxembourg), en anglais : International Luxembourg Forum on Preventing Nuclear Catastrophe, est une organisation non-gouvernementale internationale qui réunit des experts de renommée mondiale dans le domaine de la non-prolifération des armes et matières nucléaires et des moyens de leur acheminement.

## Conférence à Luxembourg en 2007
Le Forum a été créé par la décision de la Conférence internationale sur la prévention d’une catastrophe nucléaire qui s’était tenue les 24 et 25 mai 2007 à Luxembourg.  Les participants ont discuté de nouveaux défis et dangers qui pèsent sur le Traité sur la non-prolifération (TNP) et le régime sous-jacent de non-prolifération. Les discussions portaient également sur le terrorisme nucléaire, le contrôle des technologies nucléaires, les moyens de renforcement des mesures de sécurité de l’AIEA, ainsi que sur la situation actuelle dans les États et régions à problèmes (Moyen-Orient, Asie du Nord-Est et du Sud).
Afin de produire des résultats concrets en matière de renforcement du régime de non-prolifération, les participants ont élaboré un document final, la Déclaration de la Conférence de Luxembourg. La Déclaration reflète l’opinion de 57 experts indépendants dans le domaine de la sécurité mondiale, du désarmement et de la limitation des armements provenant de 14 pays et comprend une « feuille de route » pour la résolution de la situation complexe dans le domaine concerné.
Le résultat le plus important de la Conférence était la création d’un forum permanent — le Forum de Luxembourg — composé de 44 signataires de la Déclaration. Les résultats de la Conférence et la Déclaration ont été présentés à Moscou le 18 décembre 2007.
La Conférence a été un événement majeur consacré à la non-prolifération nucléaire. Elle s’est tenue avec la participation, notamment, de Sergueï Kirienko, directeur général de l’Agence fédérale de l'énergie atomique Rosatom ; Nikolaï Laverov, académicien, vice-président de l’Académie des sciences de Russie (ASR) ; Mohamed el-Baradei, directeur général de l’Agence internationale de l'énergie atomique (AIEA) ; William Perry, professeur de l’université Stanford,  ancien secrétaire de la Défense des États-Unis ; Hans Blix, président de la Commission sur les armes de destruction massive, ancien directeur général de l’AIEA ; Yukiya Amano, directeur général de l’AIEA et représentant permanent du Japon auprès des organisations internationales à Vienne.

## Organisation du Forum de Luxembourg
Le Forum est présidé par Viatcheslav Kantor, figure publique de notoriété internationale, philanthrope, président du Congrès juif européen (European Jewish Congress, EJC) et coprésident du Conseil européen pour la tolérance et la réconciliation (European Council on Tolerance and Reconciliation, ECTR). Élu à la tête du Comité d’organisation, il a beaucoup contribué à la préparation et la tenue de la Conférence de Luxembourg. 
Les deux principales instances du Forum sont le Conseil consultatif international (CCI) et le Conseil de surveillance (CS).
Le Conseil consultatif international comprend plus de 40 experts de renommée mondiale dans le domaine de la sécurité globale. Le CCI formule l’agenda et contribue à la préparation des documents finaux du Forum destinés aux dirigeants politiques, diplomates et aux chefs des organisations internationales et non gouvernementales.
Le Conseil de surveillance tient des sessions régulières visant à élaborer les principes et les principaux axes d’activité du Forum. Le Conseil de surveillance se compose de : 
- Hans Blix, ambassadeur, ancien directeur de l’Agence internationale de l'énergie atomique (AIEA) et président de la Commission sur les armes de destruction massive;
- Igor Ivanov, président du Conseil russe des Affaires internationales, professeur à l’Institut d'État des relations internationales de Moscou, ex-ministre des Affaires étrangères de la fédération de Russie et ancien secrétaire du Conseil de sécurité de la fédération de Russie;
- Henry Kissinger, président de Kissinger Associates, ancien secrétaire d'État des États-Unis, conseiller à la sécurité nationale des États-Unis;
- Jayantha Dhanapala, ancien président du Mouvement scientifique Pugwash;
- Sam Nunn, coprésident du Conseil d’administration et directeur exécutif du fonds Initiative pour la réduction de la menace nucléaire (NTI);
- Des Browne, vice-président du Conseil d’administration du fonds Initiative pour la réduction de la menace nucléaire, fondateur et membre actuel du Groupe parlementaire de haut niveau pour la non-prolifération et le désarmement nucléaires;
- William Perry, ancien secrétaire de la Défense des États-Unis, professeur à l’université Stanford;
- Roald Sagdeev, académicien, professeur à l’université du Maryland;
- Vladimir Loukine, vice-président du comité des Affaires étrangères du Conseil de la fédération de l’Assemblée fédérale de la fédération de Russie, président du Comité paralympique russe, professeur de l’université nationale de recherche École de hautes études en sciences économiques (ancien Commissaire aux droits de l’homme de la fédération de Russie, ex-président du Comité des affaires étrangères et vice-président de la Douma de l’Assemblée fédérale de Russie, ambassadeur de la fédération de Russie aux États-Unis);
- Rolf Ekéus, ambassadeur, ancien Haut-Commissaire pour les minorités nationales de l’Organisation pour la sécurité et la coopération en Europe (OSCE), président du Conseil d’administration de l’Institut international de recherche sur la paix de Stockholm (SPIRI);
- Gareth Evans, président du Conseil d’administration de l’université nationale australienne, ancien coprésident de la Commission internationale sur la non-prolifération et le désarmement nucléaires et ancien ministre australien des Affaires étrangères.

## Objectifs du Forum de Luxembourg
Sur son site officiel, le Forum détaille ses principaux objectifs comme suit :
- réduction des menaces pesant sur le régime de non-prolifération et de la menace d’érosion des fondamentaux du Traité sur la non-prolifération des armes nucléaires (TNP), notamment la prévention de la montée du terrorisme nucléaire et des tentatives des États voyous d’obtenir l’accès aux matières et technologies nucléaires. Une attention particulière est portée à la prévention de la prolifération des armes nucléaires au Moyen-Orient et dans la péninsule coréenne;
- consolidation de la paix et de la sécurité globales au moyen d’élaboration de nouveaux procédés et de recommandations pour les responsables politiques, diplomates et experts sur les aspects clés de la sécurité nucléaire et de la non-prolifération des armes nucléaires.

## Événements du Forum de Luxembourg
- Conférence internationale sur la prévention d’une catastrophe nucléaire. Luxembourg, les 24 et 25 mai 2007
- Présentation de la Déclaration de la Conférence du Luxembourg. Moscou, le 18 décembre 2007
- Réunion du groupe de travail du Forum du Luxembourg. Moscou, le 14 avril 2008
- Séminaire conjoint du Forum international de Luxembourg sur la prévention d’une catastrophe nucléaire et du Mouvement Pugwash. Rome, le 12 juin 2008
- Réunion du Conseil de surveillance du Forum international de Luxembourg. Moscou, le 9 décembre 2008
- Réunion du groupe de travail du Forum international de Luxembourg. Moscou, le 22 avril 2009.
- Réunion du groupe de travail du Forum international de Luxembourg sur la prévention d’une catastrophe nucléaire. Genève, le 3 juillet 2009.
- Réunion du Conseil de surveillance du Forum international de Luxembourg. Moscou, les 8 et 9 décembre 2009.
- Réunion du groupe de travail du Forum international de Luxembourg. Vienne, les 8 et 9 avril 2010.
- Conférence du Forum international de Luxembourg. Washington, les 20 et 21 septembre 2010.
- Réunion du Conseil de surveillance du Forum international de Luxembourg. Moscou, les 8 et 9 décembre 2010
- Conférence du Forum international de Luxembourg. Stockholm, les 13 et 14 juin 2011
- Réunion du Conseil de surveillance du Forum international de Luxembourg. Moscou, les 12 et 13 décembre 2011.
- Conférence anniversaire Sur les problèmes actuels de la non-prolifération des armes nucléaires. Berlin, les 4 et 5 juin 2012
- Conférence conjointe du Forum international de Luxembourg et du Centre de politique de sécurité de Genève. Genève, les 11 et 12 septembre 2012
- Conférence du Forum de Luxembourg Critères de tolérance sécurisée des régimes de non-prolifération nucléaire. Montreux, les 21 et 22 mai 2013
- Réunion du Conseil de surveillance du Forum de Luxembourg. Varsovie, les 10 et 11 décembre 2013
- Table ronde du Forum international de Luxembourg sur la prévention d’une catastrophe nucléaire. Genève, les 10 et 11 juin 2014
- Table ronde du Forum international de Luxembourg Perspectives à moyen terme de la non-prolifération et du désarmement nucléaires et Réunion du Conseil de surveillance du Forum de Luxembourg. Prague, du 2 au 4 décembre 2014
- Conférence du Forum international de Luxembourg Conférence 2015 d’examen de l’application du TNP et enjeux de la non-prolifération régionale des ADM. Stockholm, les 9 et 10 juin 2015
- Conférence conjointe du Forum international de Luxembourg et du fonds Initiative pour la réduction de la menace nucléaire Prévention d’une crise de contrôle des armes nucléaires et terrorisme catastrophique. Washington, les 1er et 2 décembre 2015
- Conférence du Forum international de Luxembourg 30 ans après le Sommet de Reykjavik : leçons du passé et prochaines missions. Amsterdam, les 7 et 8 juin 2016
- Réunion du Conseil de surveillance du Forum de Luxembourg. Londres, les 6 et 7 décembre 2016
- Présentation de l’ouvrage collectif du Forum international de Luxembourg sur la prévention d’une catastrophe nucléaire et du fonds Initiative pour la réduction de la menace nucléaire (Nuclear Threat Initiative, États-Unis) Prévention d’une crise de contrôle des armes nucléaires et terrorisme catastrophique. Washington, le 23 mars 2017
- Présentation de l’ouvrage collectif du Forum international de Luxembourg sur la prévention d’une catastrophe nucléaire et du fonds Initiative pour la réduction de la menace nucléaire (Nuclear Threat Initiative, États-Unis) Prévention d’une crise de contrôle des armes nucléaires et terrorisme catastrophique. Institut d’économie mondiale et de relations internationales auprès de l’Académie des sciences de Russie, Moscou, le 20 avril 2017
- Conférence du Forum international de Luxembourg sur la prévention d’une catastrophe nucléaire consacrée aux enjeux actuels de la non-prolifération nucléaire. Paris, les 9 et 10 octobre 2017
- Conférence du Forum international de Luxembourg sur la prévention d’une catastrophe nucléaire Stratégies nucléaires et stabilité stratégique. Genève, les 11 et 12 juin 2018